# Stazione di Grandola
La stazione di Grandola era una stazione ferroviaria  della Menaggio-Porlezza, attiva fra il 1884 e il 1939, a servizio del comune di Grandola ed Uniti e dei paesi vicini.

## Storia
La stazione, aperta nel 1884 insieme alla linea, vide il servizio ferroviario definitivamente sospeso il 31 ottobre 1939. Il decreto di soppressione definitiva fu emanato solo il 29 novembre 1966.

## Strutture e impianti
La struttura era composta da un fabbricato viaggiatori, demolito negli anni sessanta, un binario d'incrocio e uno tronco.